# Rhizangiidae
Famille
Rhizangiidae est une famille de scléractiniaires (coraux durs dits coraux bâtisseurs de récifs).

## Liste des genres
Rhizangiidae comprend les genres suivants :
| Selon World Register of Marine Species (9 décembre 2015) : - Astrangia Milne Edwards & Haime, 1848 - Cladangia Milne Edwards & Haime, 1851 - Culicia Dana, 1846 - Oulangia Milne Edwards & Haime, 1848 - Platyhelia - Rhipidogyra Milne Edwards & Haime, 1848 † - Rhizangia | Selon ITIS (9 décembre 2015) : - genre Astrangia Milne-Edwards & Haime, 1848 - genre Cladangia Milne-Edwards & Haime, 1851 - genre Culicia Dana, 1846 - genre Oulangia Milne-Edwards & Haime, 1848 |

## Source
- (en) Cet article est partiellement ou en totalité issu de l’article de Wikipédia en anglais intitulé « Rhizangiidae » (voir la liste des auteurs).